# Kulikovka (Saràtov)
|  | Per a altres significats, vegeu «Kulikovka». |

Kulikovka (en rus: Куликовка) és un poble de l'óblast de Saràtov, a Rússia, segons el cens del 2010 tenia 264 habitants. Pertany al districte municipal de Volsk.